# Helmesaljavölgy
Helmesaljavölgy (románul: Hălmăsău) falu Romániában, Erdélyben, Beszterce-Naszód megyében.

## Fekvése
Bethlentől északra fekvő település.

## Története
Helmesaljavölgy románul: Hălmăsău a trianoni békeszerződés előtt Szolnok-Doboka vármegyéhez tartozott. Ma Ispánmező község része, Bethlentől délre helyezkedik el.
1860-ban Fácza Helmesuluj néven említik, mint Ispánmező egyik határterületét.
1956-ban 473, 1966-ban 497, 1977-ben 487, 1992-ben 401 lakosa volt.